# 石田元成
石田 元成（いしだ もとなり、1942年10月30日 - ）は、日本の元ラグビー選手。現在NTT東海ラグビー部総監督。

## プロフィール
- 愛知県出身。
- ポジションはフランカー(FL)。
- 身長 163cm、体重 66kg
- 日本代表キャップは4。

## 経歴
西陵商業高校を経て法政大学ラグビー部でプレー。卒業後は電電東海に入社した。
1967年のニュージーランド戦で日本代表初キャップを獲得。
小柄ながら運動量が豊富でタックルが良く、ラインアウトスローイング能力の高い選手だった。